# Segunda División de Venezuela 2019
La temporada 2019 de la Segunda División de Venezuela fue la 40ª edición del torneo de segundo nivel del Fútbol profesional Venezolano.

## Aspectos Generales

### Modalidad
El torneo de Segunda División tiene la siguiente modalidadː
1) Una primera fase, donde los 20 equipos se dividen en 3 grupos (dos de 7 y uno de 6 equipos cada uno), conformados por proximidad geográfica; enfrentándose en formato de ida y vuelta, con tabla clasificatoria independiente. Esta fase se dividirá en Torneo Apertura las dos vueltas iniciales y Torneo Clausura las dos vueltas finales.
En esta fase también se elabora una Tabla Acumulada, la cual suma los resultados de las “Tablas Clasificatorias” de cada grupo durante los dos torneos cortos.
2) La segunda fase se denomina hexagonales finales, el cual está conformado por los equipos que ocupen las primeras 4 posiciones de cada grupo al finalizar los dos torneos anteriormente mencionados. Los hexagonales se formaran con base a los 10 equipos, del 1° al 10°, de la Tabla Acumulada, donde los poseedores de las posiciones impares se asignan al hexagonal A, y los poseedores de las posiciones pares al hexagonal B.
Los Hexagonales se jugarán a dos vueltas cada uno, y al finalizar el equipo que ocupe el primer (1°) lugar en cada hexagonal asciende a la Primera División 2020. Además estos dos equipos disputan la final, a partido de ida y vuelta, para definir el campeón de la temporada de Segunda División.

### Descensos
Al final de la primera fase y basándose en la Tabla Acumulada, los equipos no clasificados a los hexagonales, jugarán una fase final donde se dividirán en 3 grupos de 4 equipos cada uno, conformados por proximidad geográfica; enfrentándose nuevamente en partidos de ida y vuelta, con tabla clasificatoria independiente cada grupo, y donde el último de cada una desciende a la Tercera División 2020.

## Equipos participantes

### Ascensos y descensos
| Pos | a Primera División  |
| --- | ------------------- |
| 1°  | Llaneros de Guanare |
| 2°  | Lala                |

| Pos     | a Segunda División |
| ------- | ------------------ |
| No hubo |                    |

| Pos | a Segunda División |
| --- | ------------------ |
| -   | Ciudad Vinotinto   |
| -   | Fundación AIFI     |
| -   | Dynamo Puerto      |

| Pos | a Tercera División |
| --- | ------------------ |
| 20° | Margarita          |
| 21° | UA Falcón          |

### Datos de los equipos
Los equipos Ciudad Vinotinto, Dynamo Puerto FC y Fundación AIFI, harán su debut en la categoría.

#### Grupo Occidental
| Club                | Ciudad      | Entrenador      | Estadio                  | Aforo  |
| ------------------- | ----------- | --------------- | ------------------------ | ------ |
| Atlético El Vigía   | El Vigía    | Eduardo Borrero | Ramón Hernández          | 12.765 |
| JBL                 | Maracaibo   | Frank Flores    | José Pachencho Romero    | 45.000 |
| Hermanos Colmenarez | Barinas     | Luis Pacheco    | Estadio Reinaldo Melo    | 10.000 |
| Real Frontera       | San Antonio | Dario Martinez  | Pedro Rafael Chávez      | 5.000  |
| TFC Maracaibo       | Maracaibo   | José González   | La Rotaria               | 5.000  |
| ULA                 | Mérida      | Elvis Martínez  | Metropolitano de Mérida  | 42.200 |
| Ureña               | Ureña       | Rolando Suárez  | Alfonso "Culebrón" Rojas | 2.500  |

#### Grupo Central
| Club             | Ciudad     | Entrenador       | Estadio                     | Aforo  |
| ---------------- | ---------- | ---------------- | --------------------------- | ------ |
| Atlético Furrial | Guanare    | Elbio Martinez   | Estadio Rafael Calles Pinto | 10.000 |
| Gran Valencia    | Maracay    | Bladimir Morales | Estadio Giuseppe Antonelli  | 7.500  |
| Libertador       | Caracas    | Leopoldo Prado   | Fray Luis de León           | 2.000  |
| Deportivo Petare | Caracas    | Francisco Nuñez  | Fray Luis de León           | 2.000  |
| Yaracuy          | San Felipe | Álvaro Valencia  | Florentino Oropeza          | 11.000 |
| Yaracuyanos      | San Felipe | Edwin Quillagury | Florentino Oropeza          | 11.000 |

#### Grupo Oriental
| Club             | Ciudad         | Entrenador           | Estadio                    | Aforo  |
| ---------------- | -------------- | -------------------- | -------------------------- | ------ |
| Angostura        | Ciudad Bolívar | Luis Vera            | Ricardo Tulio Maya         | 2.500  |
| Chicó de Guayana | San Félix      | Rubén Yori           | CTE Cachamay               | 41.600 |
| Ciudad Vinotinto | Lechería       | Miguel Ángel Acosta  | Complejo Ciudad Vinotinto  | 3.000  |
| Dynamo Puerto    | Puerto La Cruz | José Daniel González | Cancha Francisco Massiani  | 2.000  |
| Fundación AIFI   | Ciudad Guayana | José Danglad         | Cancha 1 de Fundación AIFI | 3.000  |
| Petroleros       | Puerto La Cruz | Endert Márquez       | José A. Anzoátegui         | 40.000 |
| UCV              | Caracas        | Alfarabi Romero      | Olímpico de la UCV         | 24.000 |

## Clasificación
Torneo Apertura 2019

### Grupo Occidental
|    | Equipo                  | JJ | JG | JE | JP | GF | GC | PTS | DG  |
| -- | ----------------------- | -- | -- | -- | -- | -- | -- | --- | --- |
| 1. | Titanes FC              | 12 | 9  | 2  | 1  | 32 | 11 | 29  | 21  |
| 2. | Real Frontera SC        | 12 | 8  | 2  | 2  | 18 | 7  | 26  | 11  |
| 3. | Hermanos Colmenarez     | 12 | 3  | 5  | 4  | 19 | 23 | 14  | -4  |
| 4. | Ureña SC                | 12 | 3  | 5  | 4  | 15 | 19 | 14  | -4  |
| 5. | Deportivo JBL del Zulia | 12 | 3  | 4  | 5  | 16 | 20 | 13  | -4  |
| 6. | Atlético El Vigía       | 12 | 2  | 4  | 6  | 14 | 22 | 10  | -8  |
| 7. | ULA FC                  | 12 | 2  | 2  | 8  | 13 | 25 | 8   | -12 |

### Grupo Central
|    | Equipo           | JJ | JG | JE | JP | GF | GC | PTS | DG  |
| -- | ---------------- | -- | -- | -- | -- | -- | -- | --- | --- |
| 1. | Yaracuy FC       | 10 | 6  | 2  | 2  | 15 | 13 | 20  | 2   |
| 2. | Gran Valencia FC | 10 | 5  | 4  | 1  | 18 | 9  | 19  | 9   |
| 3. | Yaracuyanos FC   | 10 | 5  | 2  | 3  | 15 | 6  | 17  | 9   |
| 4. | Deportivo Petare | 10 | 2  | 4  | 4  | 8  | 10 | 10  | -2  |
| 5. | Atlético Furrial | 10 | 2  | 2  | 6  | 11 | 21 | 8   | -10 |
| 6. | Libertador FC    | 10 | 1  | 4  | 5  | 10 | 18 | 7   | -8  |

### Grupo Oriental
|    | Equipo                   | JJ | JG | JE | JP | GF | GC | PTS | DG  |
| -- | ------------------------ | -- | -- | -- | -- | -- | -- | --- | --- |
| 1. | Angostura FC             | 12 | 7  | 4  | 1  | 17 | 5  | 25  | 12  |
| 2. | UCV FC                   | 12 | 7  | 2  | 3  | 25 | 11 | 23  | 14  |
| 3. | Fundación AIFI           | 12 | 7  | 2  | 3  | 18 | 12 | 23  | 6   |
| 4. | Petroleros de Anzoátegui | 12 | 4  | 3  | 5  | 14 | 20 | 15  | -6  |
| 5. | Dynamo Puerto            | 12 | 4  | 2  | 6  | 13 | 18 | 14  | -5  |
| 6. | Chicó de Guayana         | 12 | 3  | 2  | 7  | 12 | 20 | 11  | -8  |
| 7. | Ciudad Vinotinto         | 12 | 1  | 3  | 8  | 8  | 21 | 6   | -13 |

Torneo Clausura 2019

### Grupo Occidental
|    | Equipo                  | JJ | JG | JE | JP | GF | GC | PTS | DG  |
| -- | ----------------------- | -- | -- | -- | -- | -- | -- | --- | --- |
| 1. | Titanes FC              | 12 | 8  | 2  | 2  | 25 | 17 | 26  | 8   |
| 2. | Atlético El Vigía       | 12 | 7  | 3  | 2  | 25 | 12 | 24  | 13  |
| 3. | Hermanos Colmenarez     | 12 | 6  | 3  | 3  | 23 | 19 | 21  | 4   |
| 4. | Real Frontera SC        | 12 | 5  | 2  | 5  | 22 | 19 | 17  | 3   |
| 5. | Deportivo JBL del Zulia | 12 | 4  | 2  | 6  | 33 | 29 | 14  | 4   |
| 6. | ULA FC                  | 12 | 2  | 4  | 6  | 19 | 28 | 10  | -9  |
| 7. | Ureña SC                | 12 | 1  | 2  | 9  | 8  | 29 | 5   | -21 |

Fuente: FVF y soccerway 

### Grupo Central
|    | Equipo           | JJ | JG | JE | JP | GF | GC | PTS | DG  |
| -- | ---------------- | -- | -- | -- | -- | -- | -- | --- | --- |
| 1. | Atlético Furrial | 10 | 6  | 2  | 2  | 16 | 8  | 20  | 8   |
| 2. | Yaracuyanos FC   | 10 | 6  | 1  | 3  | 18 | 8  | 19  | 11  |
| 3. | Deportivo Petare | 10 | 5  | 2  | 3  | 12 | 11 | 17  | 1   |
| 4. | Yaracuy FC       | 10 | 5  | 1  | 4  | 14 | 12 | 16  | 2   |
| 5. | Libertador FC    | 10 | 2  | 1  | 7  | 7  | 14 | 7   | -7  |
| 6. | Gran Valencia FC | 10 | 2  | 1  | 7  | 10 | 24 | 7   | -14 |

Fuente: FVF y soccerway 

### Grupo Oriental
|    | Equipo                   | JJ | JG | JE | JP | GF | GC | PTS | DG  |
| -- | ------------------------ | -- | -- | -- | -- | -- | -- | --- | --- |
| 1. | Angostura FC             | 12 | 7  | 4  | 1  | 26 | 11 | 25  | 15  |
| 2. | Petroleros de Anzoátegui | 12 | 7  | 4  | 1  | 20 | 10 | 25  | 10  |
| 3. | UCV FC                   | 12 | 6  | 4  | 2  | 14 | 8  | 22  | 6   |
| 4. | Fundación AIFI           | 12 | 4  | 1  | 6  | 14 | 18 | 16  | -4  |
| 5. | Ciudad Vinotinto         | 12 | 2  | 4  | 6  | 8  | 15 | 10  | -7  |
| 6. | Dynamo Puerto            | 12 | 2  | 3  | 7  | 9  | 20 | 9   | -11 |
| 7. | Chicó de Guayana         | 12 | 2  | 2  | 8  | 10 | 21 | 8   | -11 |

Fuente: FVF y soccerway 

### Tabla acumulada
|     | Equipo                   | PJ | PG | PE | PP | GF | GC | PTS | DG  | PROM |
| --- | ------------------------ | -- | -- | -- | -- | -- | -- | --- | --- | ---- |
| 1.  | Titanes FC               | 24 | 17 | 4  | 3  | 57 | 28 | 55  | 29  | 2.29 |
| 2.  | Angostura FC             | 24 | 14 | 8  | 2  | 43 | 16 | 50  | 27  | 2.08 |
| 3.  | UCV FC                   | 24 | 13 | 6  | 5  | 39 | 19 | 45  | 20  | 1.87 |
| 4.  | Real Frontera SC         | 24 | 13 | 4  | 7  | 40 | 26 | 43  | 14  | 1.79 |
| 5.  | Petroleros de Anzoátegui | 24 | 11 | 7  | 6  | 34 | 30 | 40  | 4   | 1.66 |
| 6.  | Fundación AIFI           | 24 | 12 | 3  | 9  | 32 | 30 | 39  | 2   | 1.62 |
| 7.  | Yaracuyanos FC           | 20 | 11 | 3  | 6  | 33 | 14 | 36  | 19  | 1.80 |
| 8.  | Yaracuy FC               | 20 | 11 | 3  | 6  | 29 | 25 | 36  | 4   | 1.80 |
| 9.  | Hermanos Colmenarez      | 24 | 9  | 8  | 7  | 42 | 42 | 35  | 0   | 1.45 |
| 10. | Atlético El Vigía        | 24 | 9  | 7  | 8  | 39 | 34 | 34  | 5   | 1.41 |
| 11. | Atlético Furrial         | 20 | 8  | 4  | 8  | 27 | 28 | 28  | -1  | 1.40 |
| 12. | Deportivo JBL del Zulia  | 24 | 7  | 6  | 11 | 49 | 49 | 27  | 0   | 1.12 |
| 13. | Deportivo Petare         | 20 | 7  | 6  | 7  | 20 | 21 | 27  | -1  | 1.35 |
| 14. | Gran Valencia FC         | 20 | 7  | 5  | 8  | 28 | 33 | 26  | -5  | 1.30 |
| 15. | Dynamo Puerto FC         | 24 | 6  | 5  | 13 | 22 | 38 | 23  | -16 | 0.95 |
| 16. | Chicó de Guayana         | 24 | 5  | 4  | 15 | 22 | 41 | 19  | -19 | 0.79 |
| 17. | Ureña SC                 | 24 | 4  | 7  | 13 | 23 | 48 | 19  | -25 | 0.79 |
| 18. | ULA FC                   | 24 | 4  | 6  | 14 | 32 | 54 | 18  | -22 | 0.75 |
| 19. | Ciudad Vinotinto         | 24 | 3  | 7  | 14 | 16 | 36 | 16  | -20 | 0.66 |
| 20. | Libertador FC            | 20 | 3  | 5  | 12 | 17 | 32 | 14  | -15 | 0.70 |

| Entró | Asciende a Primera División.  |
| Salió | Desciende a Tercera División. |

## Final
| Ida; 30 de noviembre, 15:30 | GV Maracay                            | 2:4 (2:0) | Yaracuyanos F. C.                                        | Estadio Giuseppe Antonelli, Maracay                    |                                                        |
|                             | - Rodríguez 23' - Alviarez 36' (pen.) |           | - 58' Diolgrery - 62' Carillo - 69' Oberto - 79' Lizardo | Asistencia: 226 espectadores Árbitro(s): Andrés Pernía | Asistencia: 226 espectadores Árbitro(s): Andrés Pernía |

| Vuelta; 7 de diciembre, 15:30 | Yaracuyanos F. C. | 1:1 (1:0) (Global 5:3) | GV Maracay     | Estadio Florentino Oropeza, San Felipe |             |
|                               | - Ray Montaño 38' |                        | - 54' González | Árbitro(s):                            | Árbitro(s): |

| Bandera del estado Yaracuy                            |
| Yaracuyanos Fútbol Club Campeón Segunda División 2019 |

## Estadísticas

### Goleadores
Actualizado el 15 de diciembre de 2019
| Pos. | Jugador          | Club                  | Goles |
| ---- | ---------------- | --------------------- | ----- |
| 1    | René Alarcón     | Titanes Fútbol Club   | 22    |
| 2    | Wender Cermeño   | Angostura Fútbol Club | 17    |
| 3    | Leonardo Becerra | Titanes Fútbol Club   | 16    |
| 4    | Heiber Díaz      | UCV F.C.              | 13    |
| 5    | Herlyn Cuica     | Real Frontera S.C.    | 10    |
| 6    | José Carrasquel  | Yaracuyanos F.C.      | 8     |
| 7    | Alfonso López    | Gran Valencia         | 8     |
| 8    | Oswil Abreu      | Fundación AIFI        | 7     |
| 9    | José Márquez     | ULA F.C.              | 7     |
| 10   | Jesús Ordóñez    | Yaracuy F.C.          | 6     |